# Вейверлі (округ Тайога, Нью-Йорк)
Вейверлі (англ. Waverly) — селище (англ. village) в США, в окрузі Тайога штату Нью-Йорк. Населення — 4373 особи (2020).

## Географія
Вейверлі розташоване за координатами 42°0′46″ пн. ш. 76°32′24″ зх. д. / 42.01278° пн. ш. 76.54000° зх. д. (42.012724, -76.540007).  За даними Бюро перепису населення США в 2010 році селище мало площу 6,01 км², з яких 5,94 км² — суходіл та 0,07 км² — водойми.

## Демографія
Згідно з переписом 2010 року, у селищі мешкали 4444 особи в 1872 домогосподарствах у складі 1037 родин. Густота населення становила 740 осіб/км².  Було 2042 помешкання (340/км²).
Расовий склад населення:
| - 97,0 % — білих - 0,8 % — чорних або афроамериканців - 0,4 % — азіатів - 0,3 % — корінних американців |

До двох чи більше рас належало 1,4 %. Частка іспаномовних становила 1,2 % від усіх жителів.
За віковим діапазоном населення розподілялося таким чином: 24,0 % — особи молодші 18 років, 58,1 % — особи у віці 18—64 років, 17,9 % — особи у віці 65 років та старші. Медіана віку мешканця становила 39,7 року. На 100 осіб жіночої статі у селищі припадало 86,0 чоловіків;  на 100 жінок у віці від 18 років та старших — 80,0 чоловіків також старших 18 років.
Середній дохід на одне домашнє господарство  становив 57 349 доларів США (медіана — 41 146), а середній дохід на одну сім'ю — 73 697 доларів (медіана — 61 200). Медіана доходів становила 42 841 долар для чоловіків та 30 068 доларів для жінок. За межею бідності перебувало 18,6 % осіб, у тому числі 16,5 % дітей у віці до 18 років та 14,5 % осіб у віці 65 років та старших.
Цивільне працевлаштоване населення становило 1925 осіб. Основні галузі зайнятості: освіта, охорона здоров'я та соціальна допомога — 39,8 %, виробництво — 16,5 %, мистецтво, розваги та відпочинок — 9,5 %, роздрібна торгівля — 7,5 %.